# Obszar ochrony ścisłej Czerwone Bagno
Czerwone Bagno – obszar ochrony ścisłej (dawniej rezerwat ścisły) o powierzchni 2569 ha położony na terenie gmin Goniądz oraz Rajgród w województwie podlaskim. Obszar ten leży na terenie Biebrzańskiego Parku Narodowego, którego siedziba znajduje się w Osowcu-Twierdzy.
Przez Czerwone Bagno prowadzi kilka szlaków turystycznych, a także ścieżka edukacyjna „Czerwone Bagno”, na końcu której znajduje się platforma widokowa. Sam obszar ochrony ścisłej „Czerwone Bagno” nie jest udostępniany turystycznie.

## Historia
W samym środku Europy do dziś zachował się prawie pierwotny obszar bagienny, dziki i słabo zaludniony, miejscami wręcz bezludny. W środkowym basenie Biebrzy już w okresie międzywojennym istniały dwa rezerwaty przyrody Czerwone Bagno (utworzony w 1926 roku w celu ochrony zagrożonych wyginięciem łosi) i Grzędy (mający służyć zachowaniu fragmentu naturalnego drzewostanu). Zostały one połączone w roku 1981, a powierzchnia obszaru chronionego wzrosła do 11 629,75 ha. Występują tu regularne wały wydmowe zwane grzędami i grądami.
7 listopada 1987 zostało założone Towarzystwo Biebrzańskie, którego pierwszym prezesem był prof. Adam Pałczyński – propagator środowiska biebrzańskiego. Propagatorką tych terenów i działaczką na rzecz zachowania resztek naturalnych ekosystemów Polski była prof. Simona Kossak, autorka codziennych audycji (Dlaczego w trawie piszczy) w Radiu Białystok. Istniejące rezerwaty oraz działalność Towarzystwa spowodowały utworzenie Biebrzańskiego Parku Krajobrazowego w roku 1989, który rozporządzeniem RM z dnia 9 września 1993 roku został przekształcony w Biebrzański Park Narodowy z siedzibą w Osowcu-Twierdzy. Z chwilą utworzenia parku narodowego Czerwone Bagno stało się strefą ochrony ścisłej o powierzchni 2569 ha.
Tereny bagien i lasów nie tylko są ostoją zwierząt, ale także udzielały schronienia uczestnikom powstań narodowych i walk partyzanckich. Położona w obrębie Czerwonego Bagna wieś Grzędy w roku 1943, w ramach odwetu za akty dywersyjne, została spacyfikowana, a mieszkańcy zostali wymordowani przez Niemców.
W dniach 8–9 września 1944 roku na Czerwonym Bagnie miała miejsce bitwa (w ramach akcji „Burza”) 9 Pułku Strzelców Konnych Armii Krajowej pod dowództwem rotmistrza Wiktora Konopki „Groma”, który starł się tutaj z przeważającymi siłami niemieckimi. Poległo około 100 partyzantów (w tym dowódca).

## Fauna
Czerwone Bagno oddalone od zalewisk, mokradeł, grzęzawisk nadrzecznych rzeki Biebrzy ma odmienny charakter, ponieważ tworzy torfowiska wysokie porośnięte karłowatym drzewostanem, co stanowi doskonałą ostoję dla zwierząt; szczególnie dla największego współcześnie żyjącego, rzadkiego i chronionego ssaka kopytnego – łosia (Alces alces), a także jelenia (Cervus elaphus) i sarny (Capreolus capreolus). Na terenach rezerwatu żyją w warunkach naturalnych liczne watahy wilków. Ponadto tereny te doskonale nadają się na lęgowiska i gniazdowiska dla ptaków: bielika (Haliaeetus albicilla), orła przedniego (Aquila chrysaetos) oraz orlika krzykliwego (Aquila pomarina) będących pod całkowitą ścisłą ochroną.

## Flora
Cennym walorem Czerwonego Bagna są nie tylko naturalne warunki siedliskowe zwierząt, ale również unikalna szata roślinna. Przez rezerwat prowadzi kilka znakowanych szlaków turystycznych oraz 700-metrowa ścieżka dydaktyczna, która kończy się platformą widokową, z której można podziwiać panoramę.
Gatunki roślin objęte ścisłą ochroną:
- brzoza niska (Betula humilis Schrank) – krzew silnie rozgałęziony z gatunku roślin wieloletnich należący do rodziny brzozowatych, osiągający wysokość do 2 m, w Polsce roślina bardzo rzadka
- goryczka wąskolistna (Gentiana pneumonanthe) – gatunek byliny należący do rodziny goryczkowatych, gatunek autochtoniczny we florze roślin naczyniowych Polski
- kruszczyk błotny (Epipactis palustris) – gatunek rośliny wieloletniej należący do rodziny storczykowatych, roślina dość rzadka
- rosiczka okrągłolistna (Drosera rotundifolia L.) – gatunek byliny należący do rodziny rosiczkowatych, roślina owadożerna, występuje w stanie dzikim w Polsce, dość pospolita na torfowiskach
- storczyk szerokolistny (Orchis latifolia) – inne nazwy zwyczajowe: kukułka szerokolistna, stoplamek szerokolistny; bylina z rodziny storczykowatych osiągająca 50 cm wysokości
- gnidosz królewski (Pedicularis sceptrum-carolinum L.). – rodzaj półpasożytniczych roślin zielnych z rodziny zarazowatych, rosnących dziko objętych ścisłą ochroną
- skalnica torfowiskowa (Saxifraga hirculus (L.) Scop.) – gatunek wymierający, zagrożony, roślina z rodziny skalnicowatych

### Czerwone Bagno

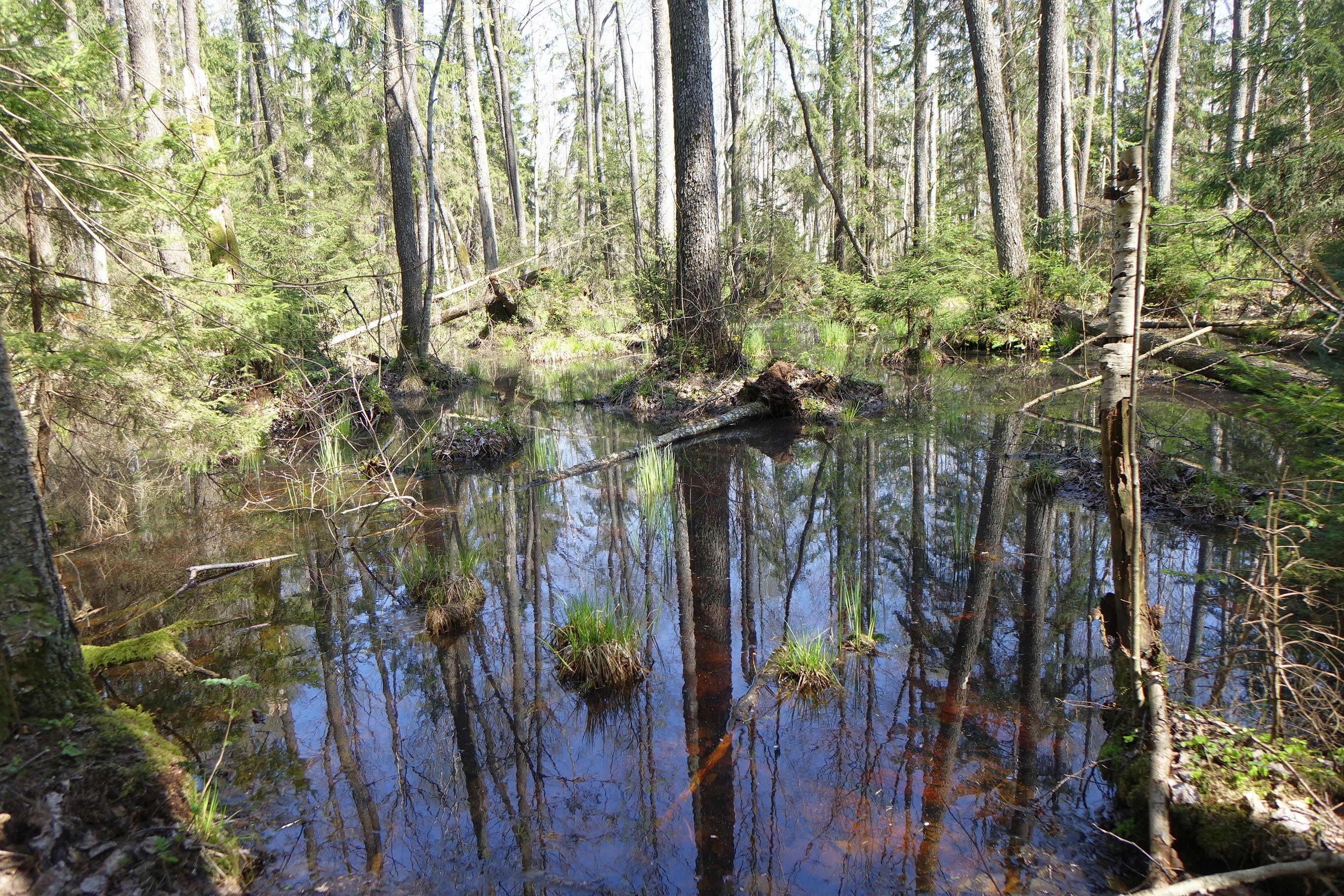
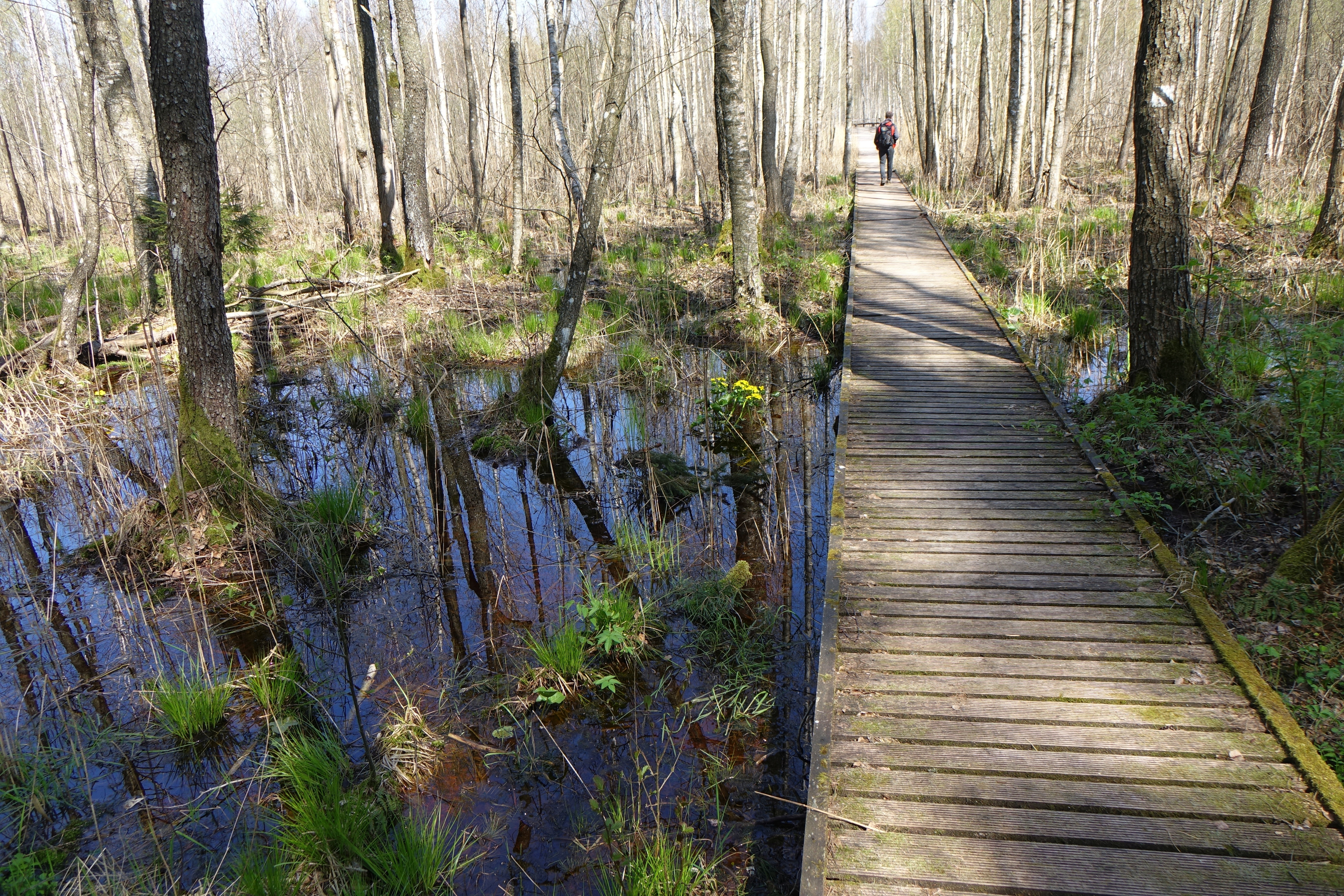
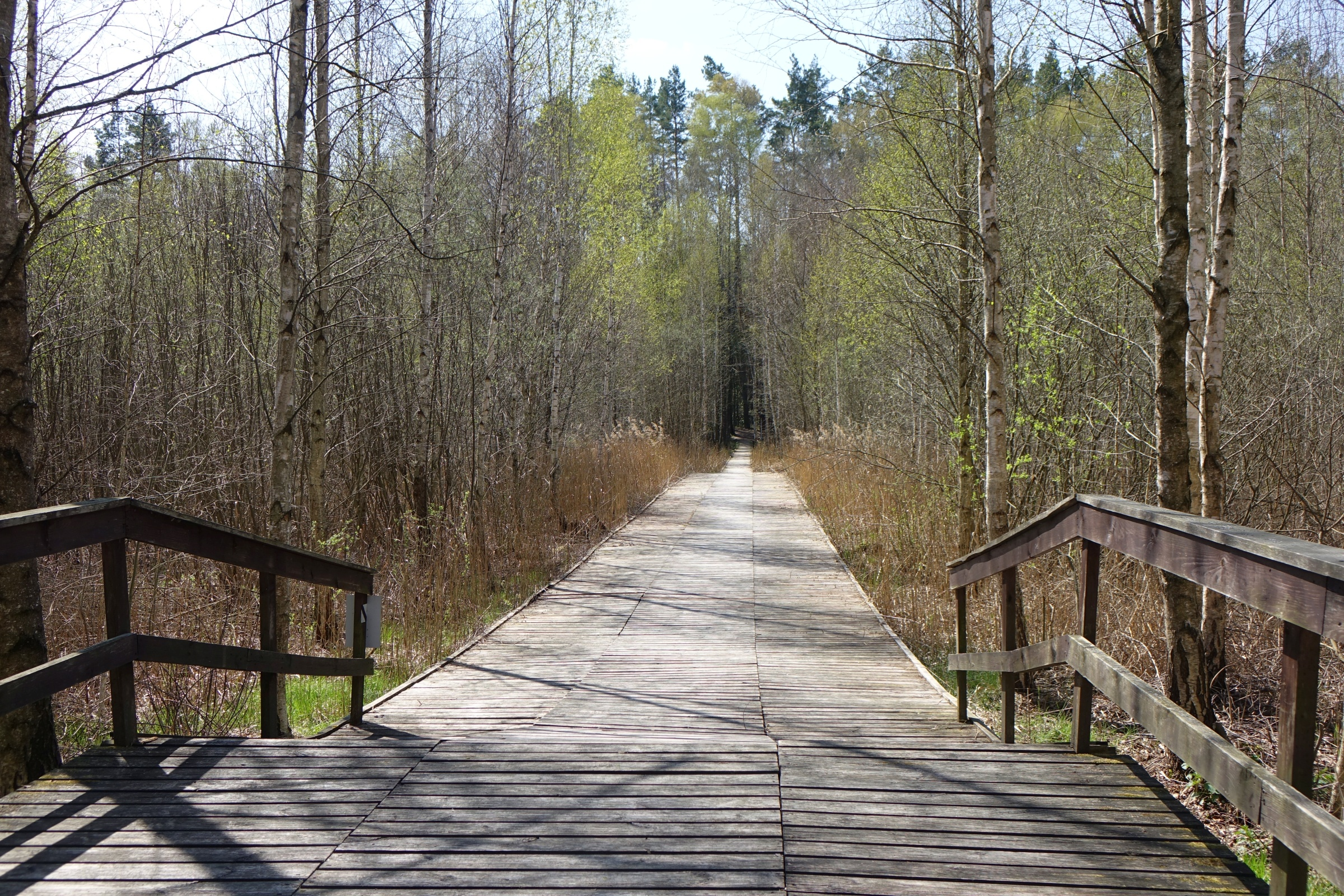
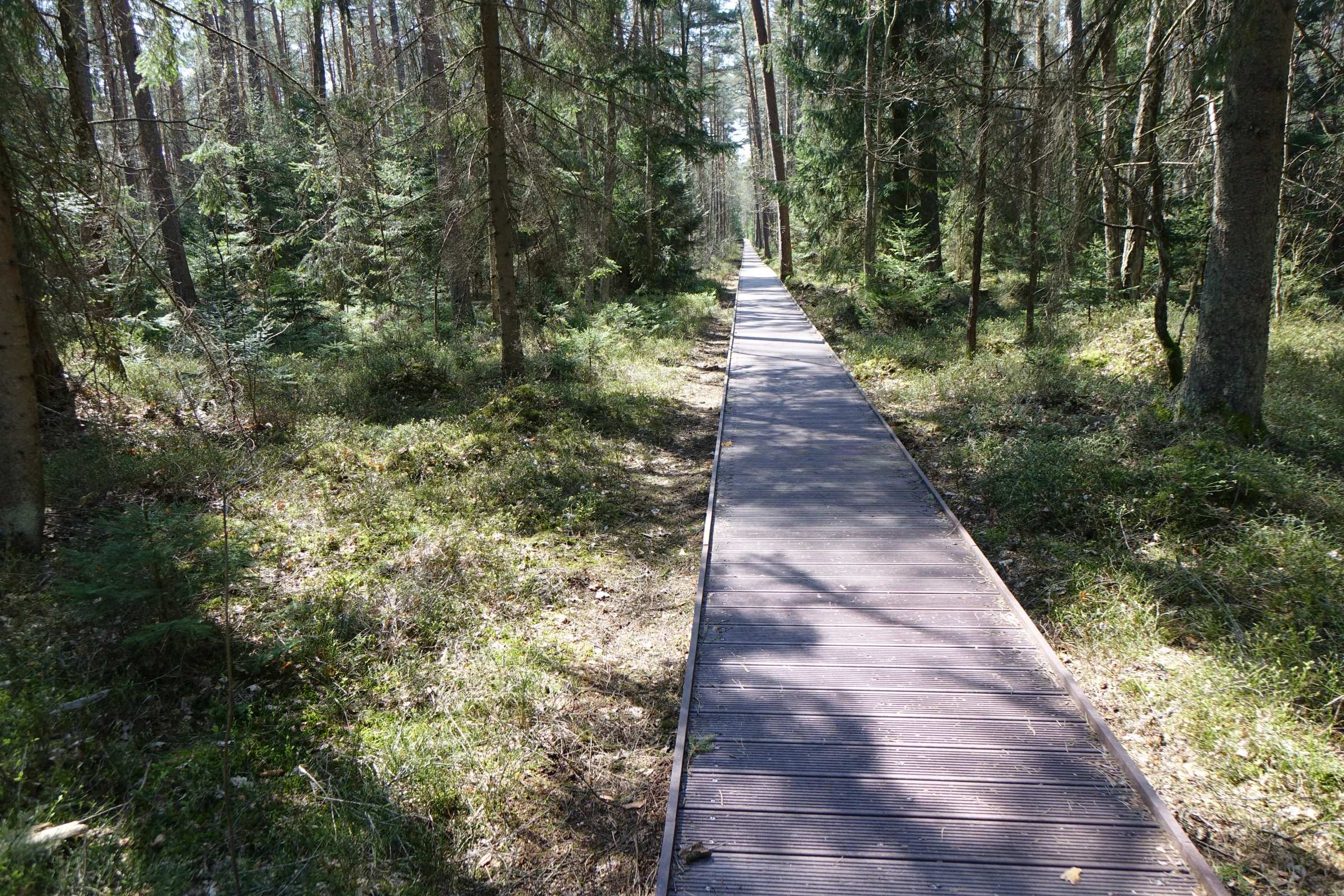
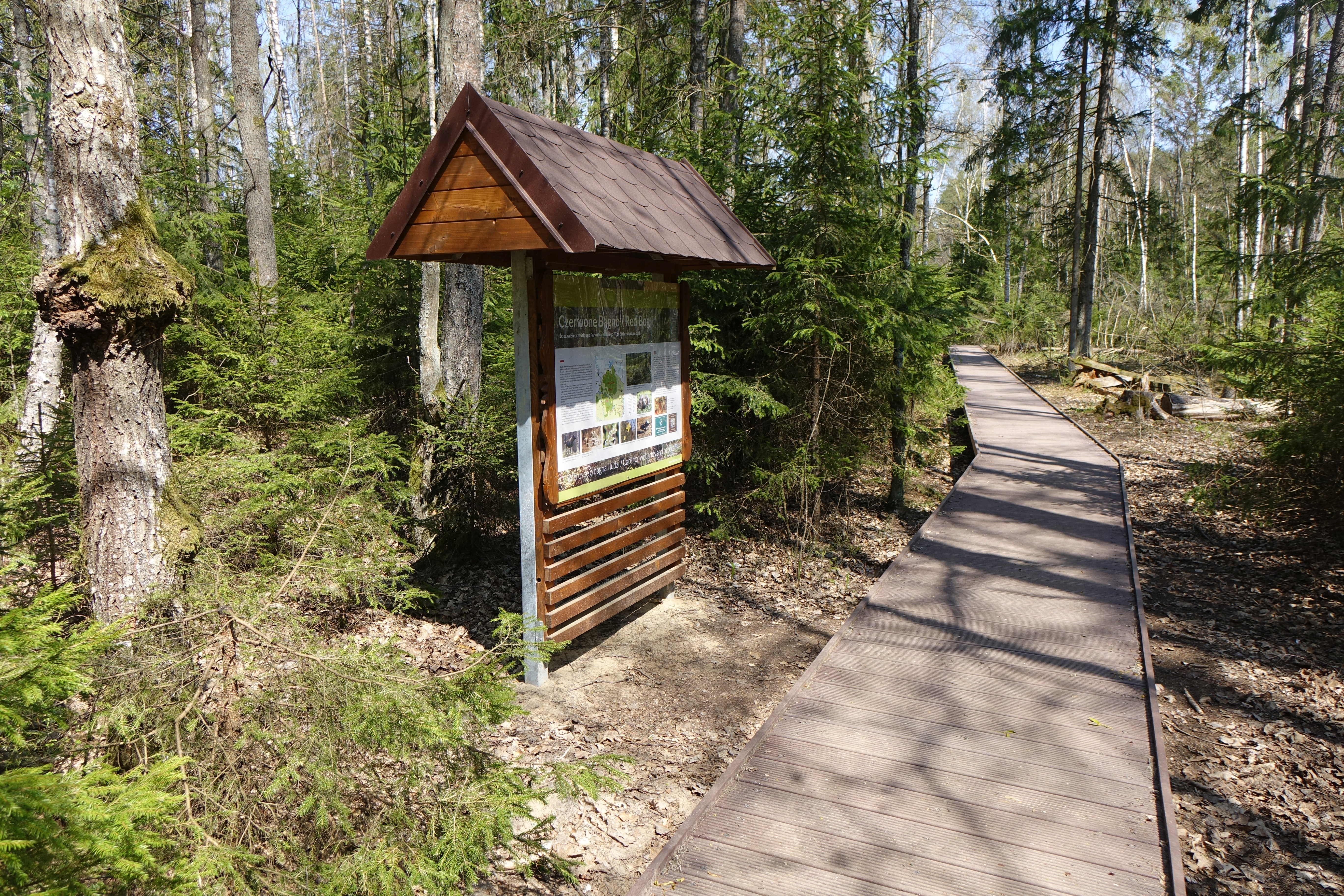
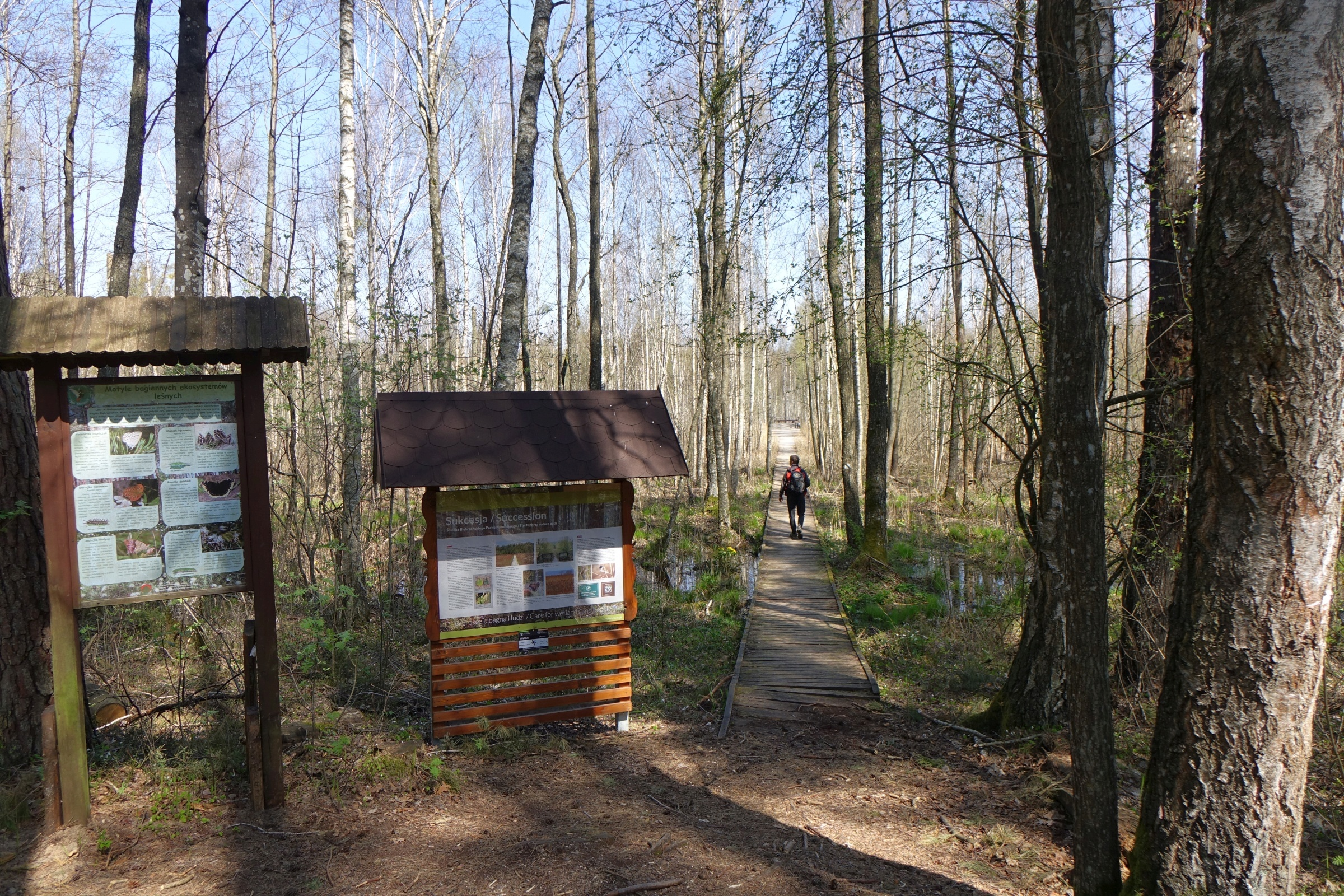
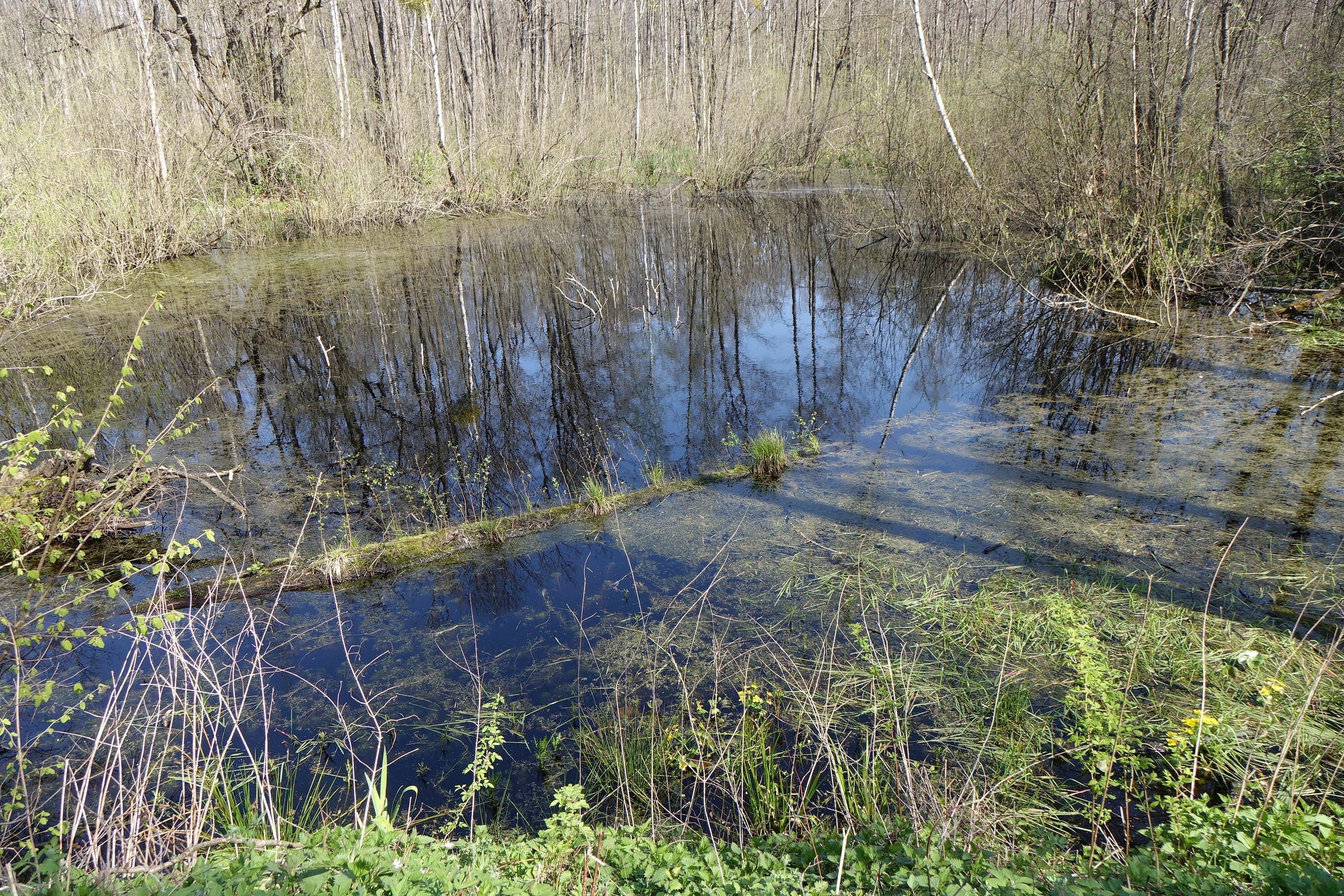
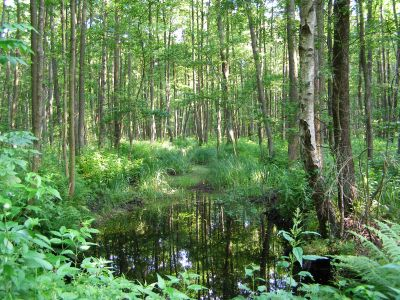

## Galeria zdjęć

### Fauna

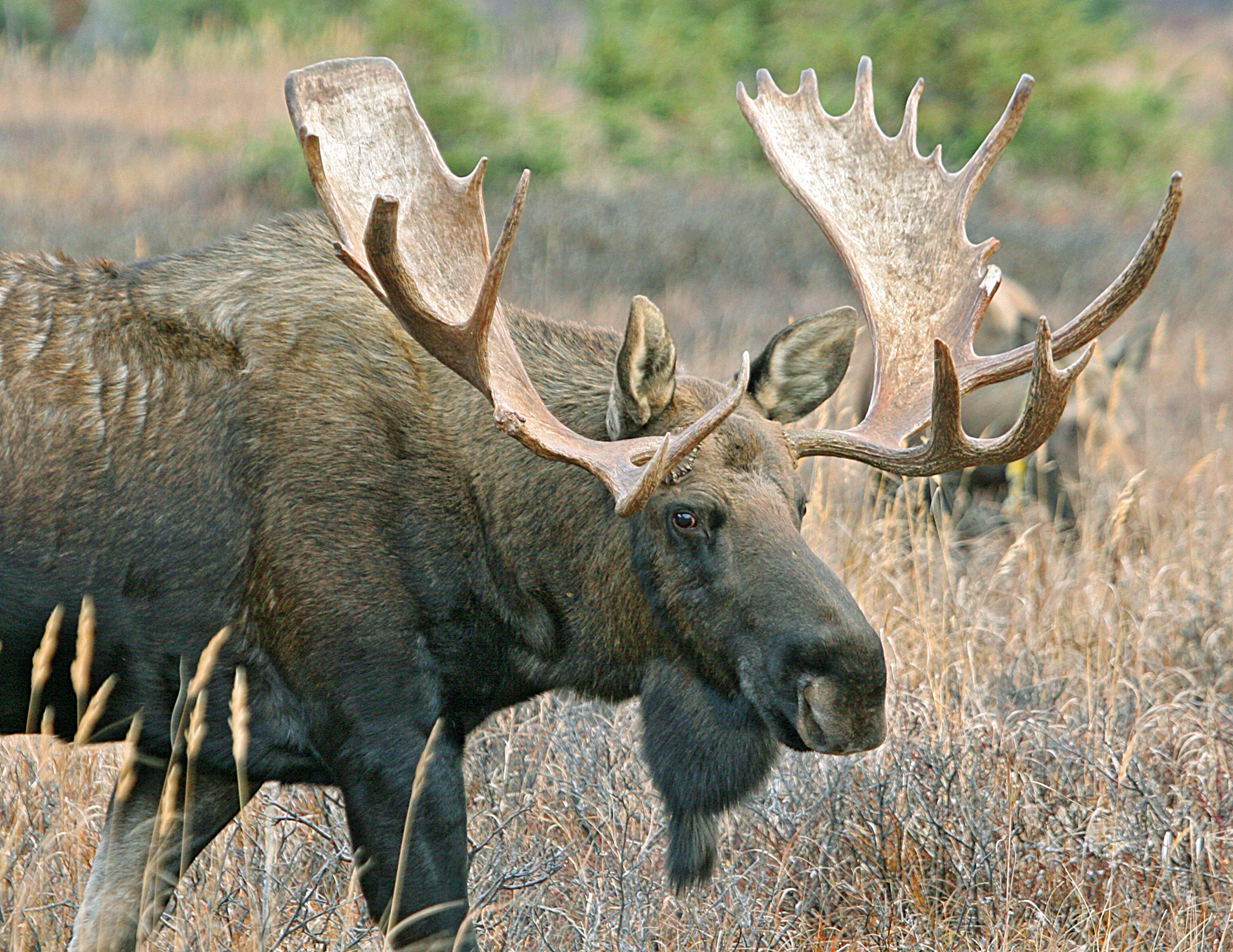
Łoś – łopatacz z charakterystyczną brodą
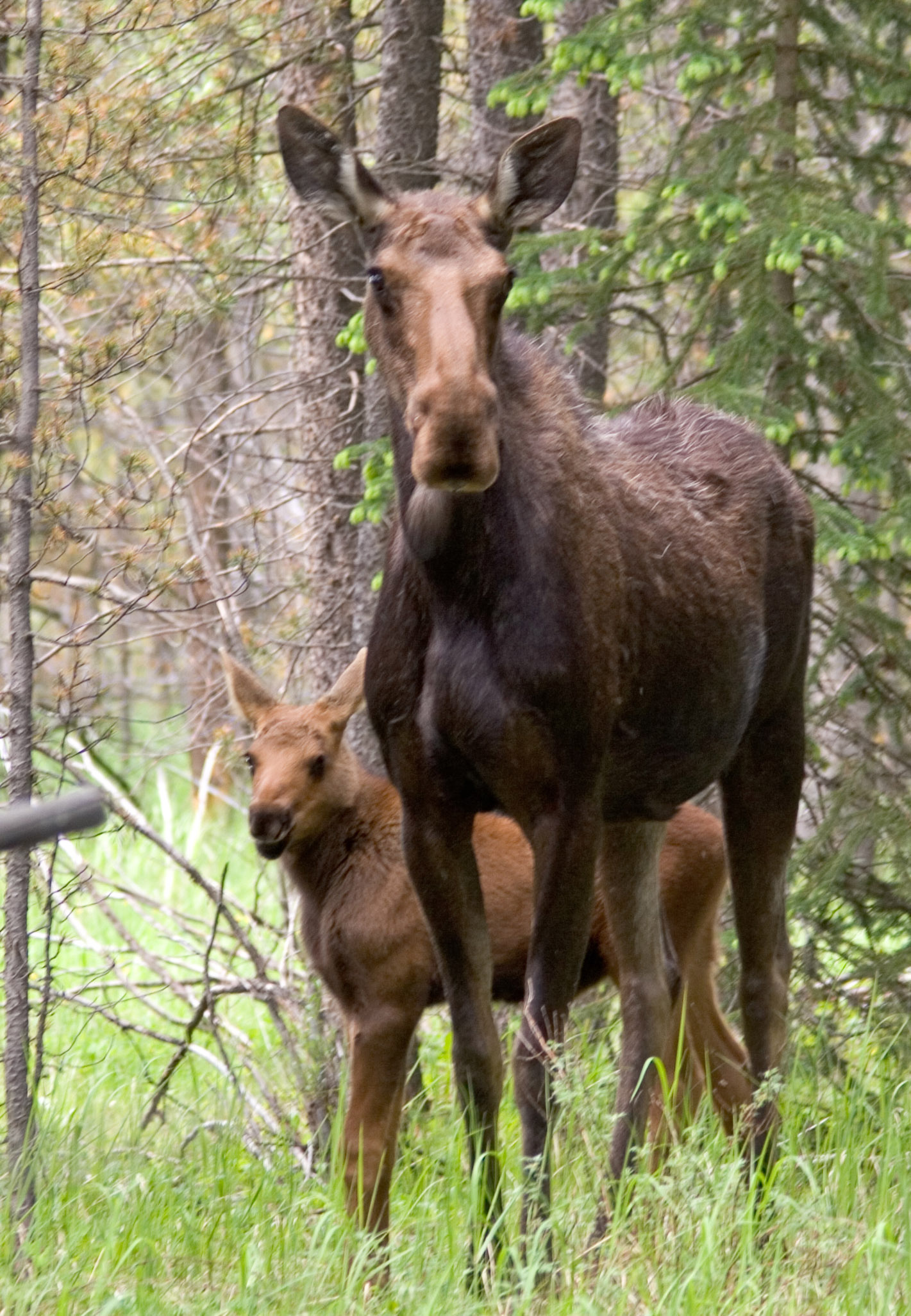
Klępa (samica łosia) z łoszakiem
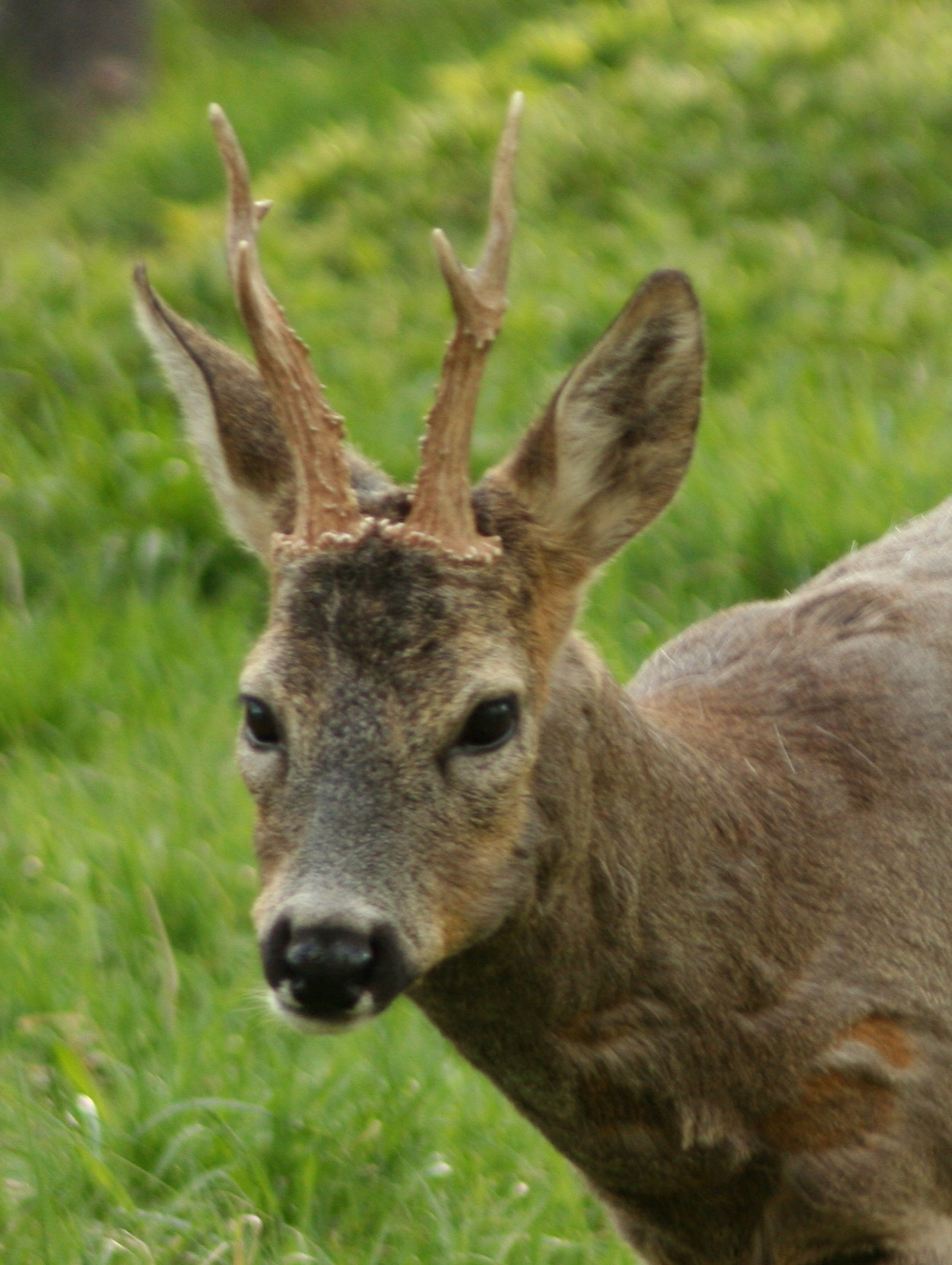
Samiec sarny – kozioł
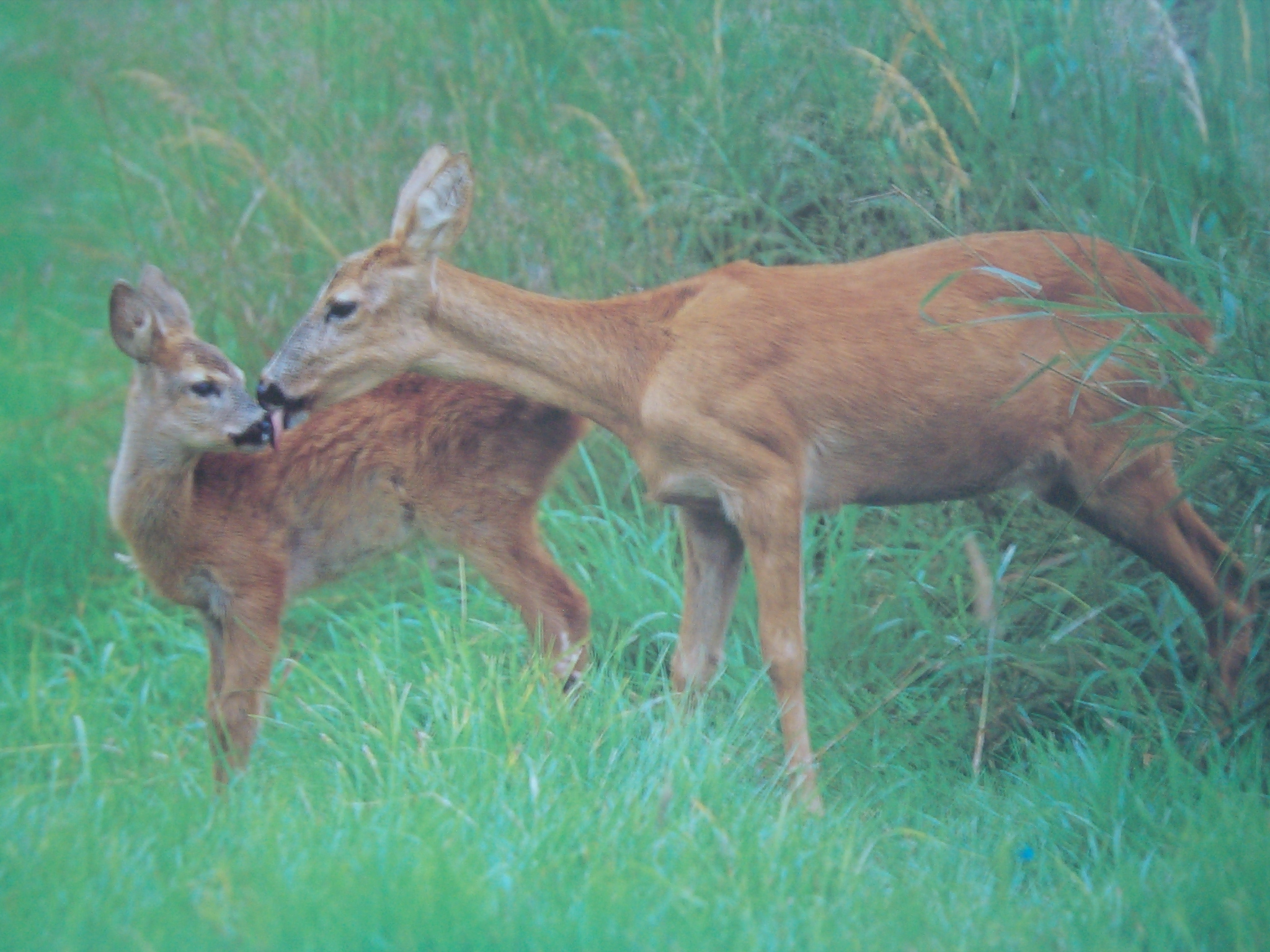
Sarna z koźlęciem
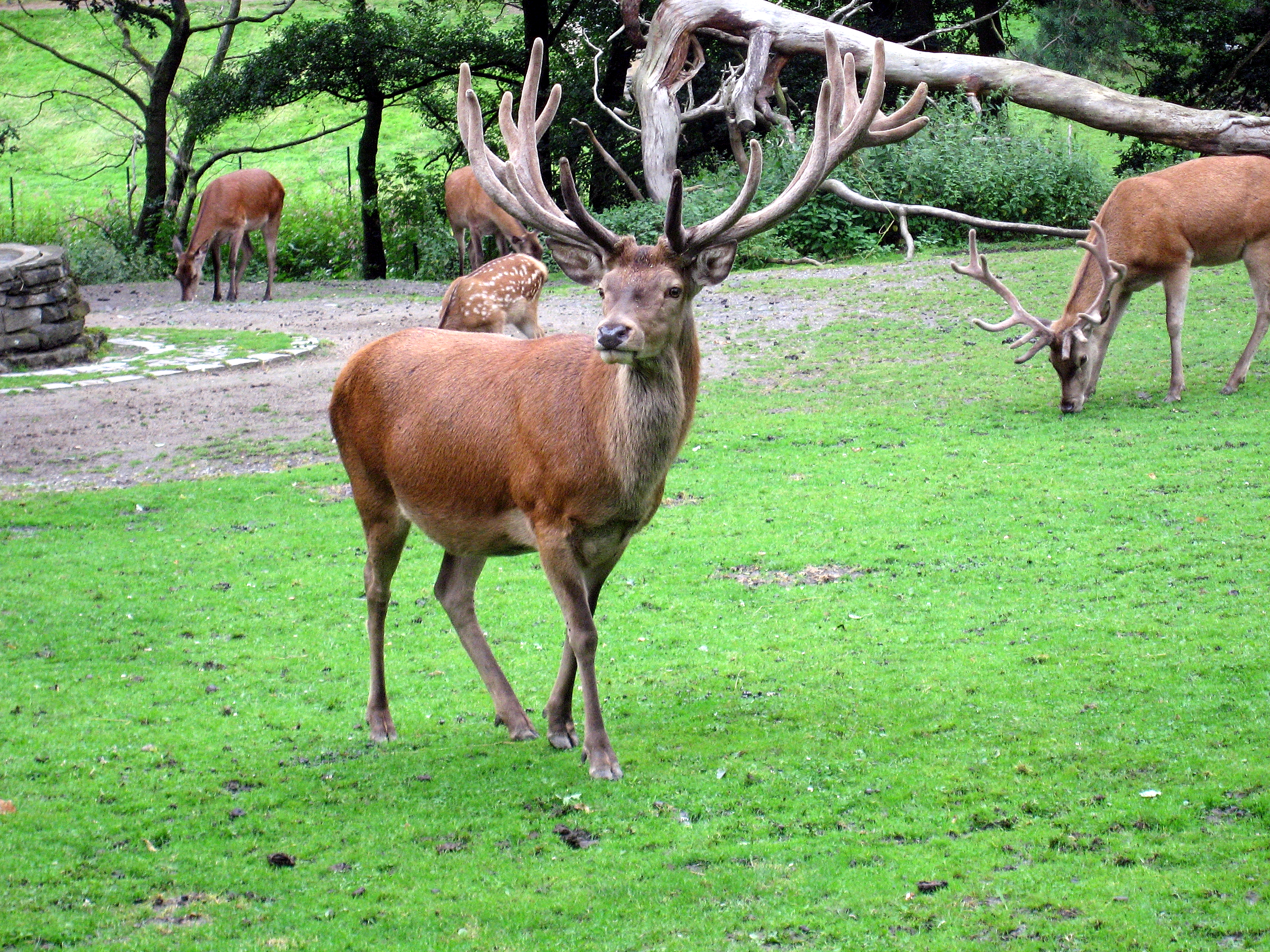
Jeleń
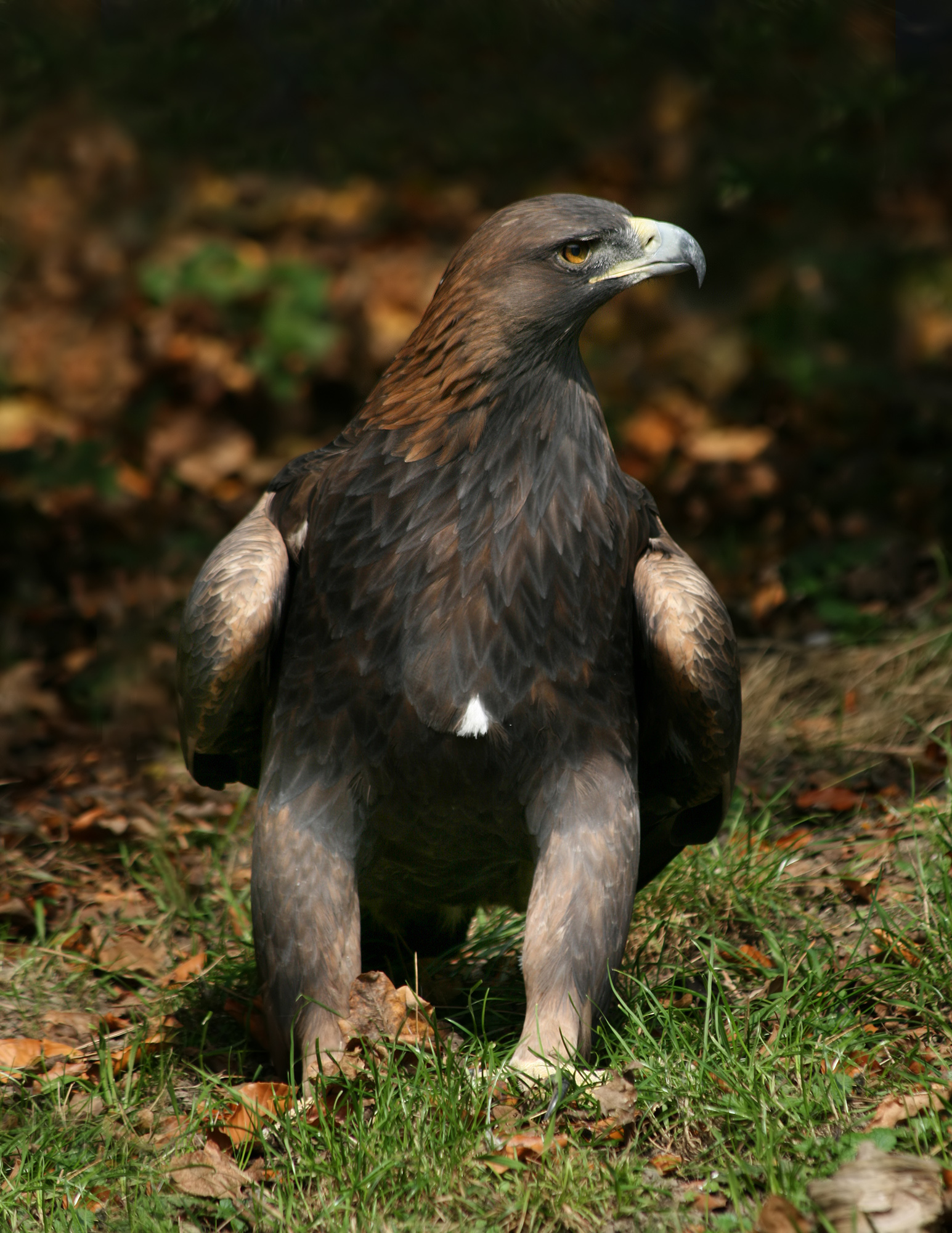
Orzeł przedni

### Flora

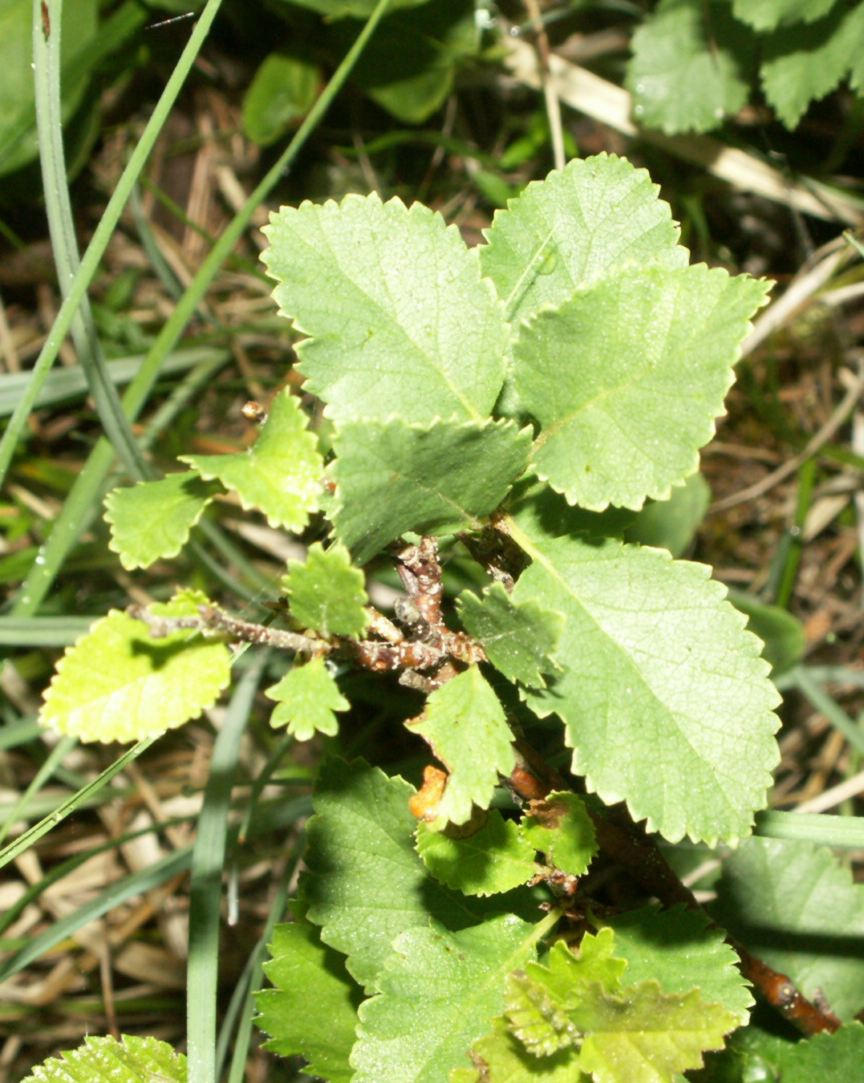
Brzoza niska – krzew
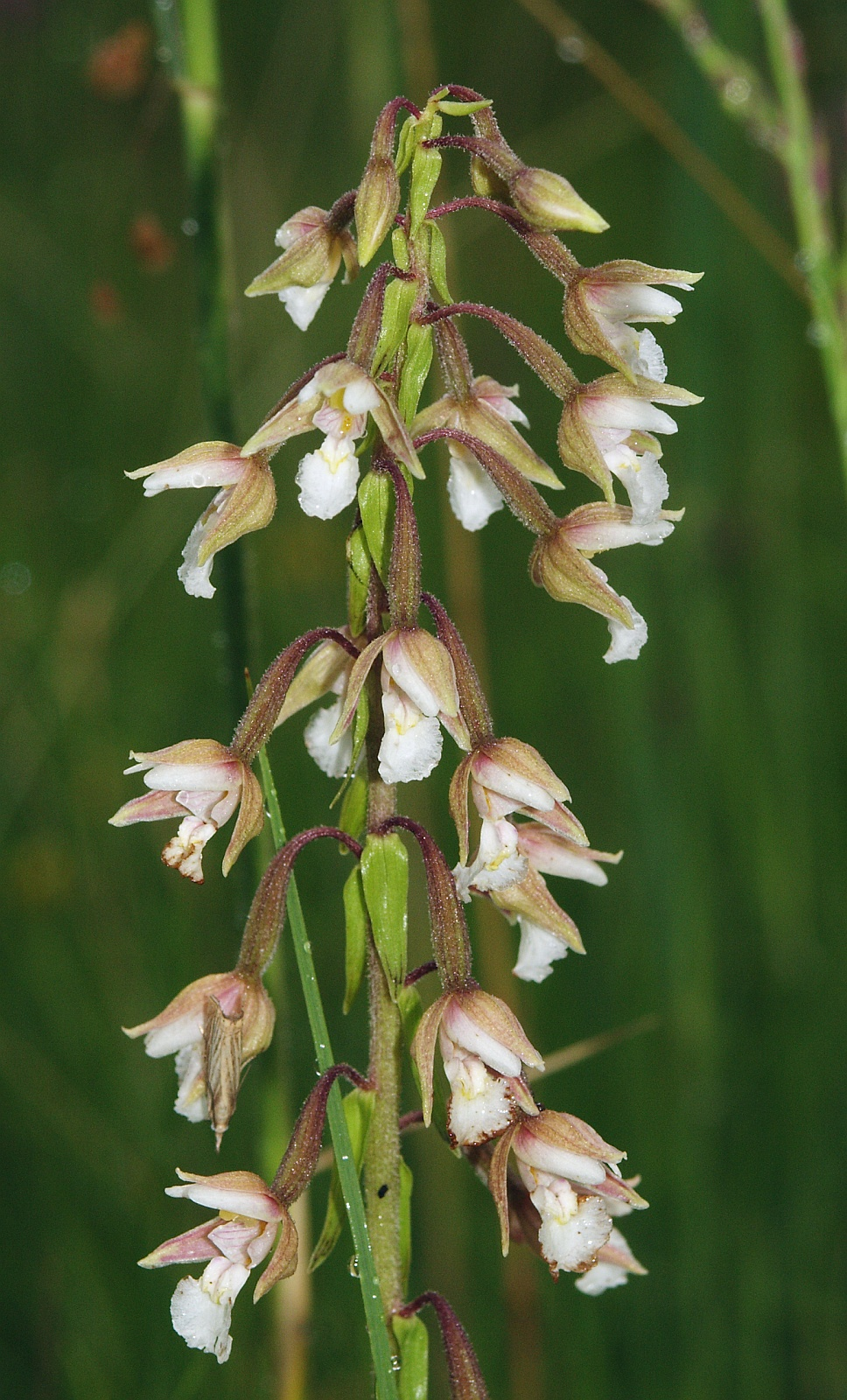
Kwiatostan kruszczyka błotnego
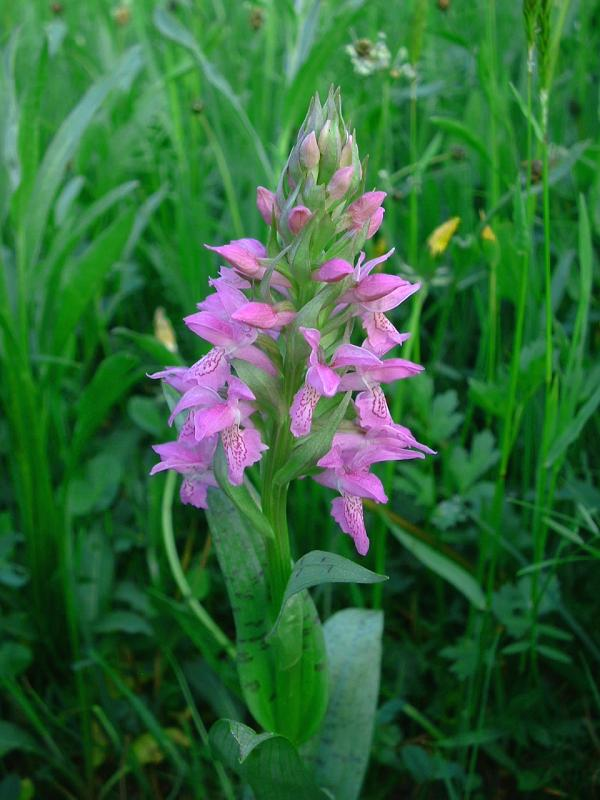
Kwiatostan storczyka szerokolistnego
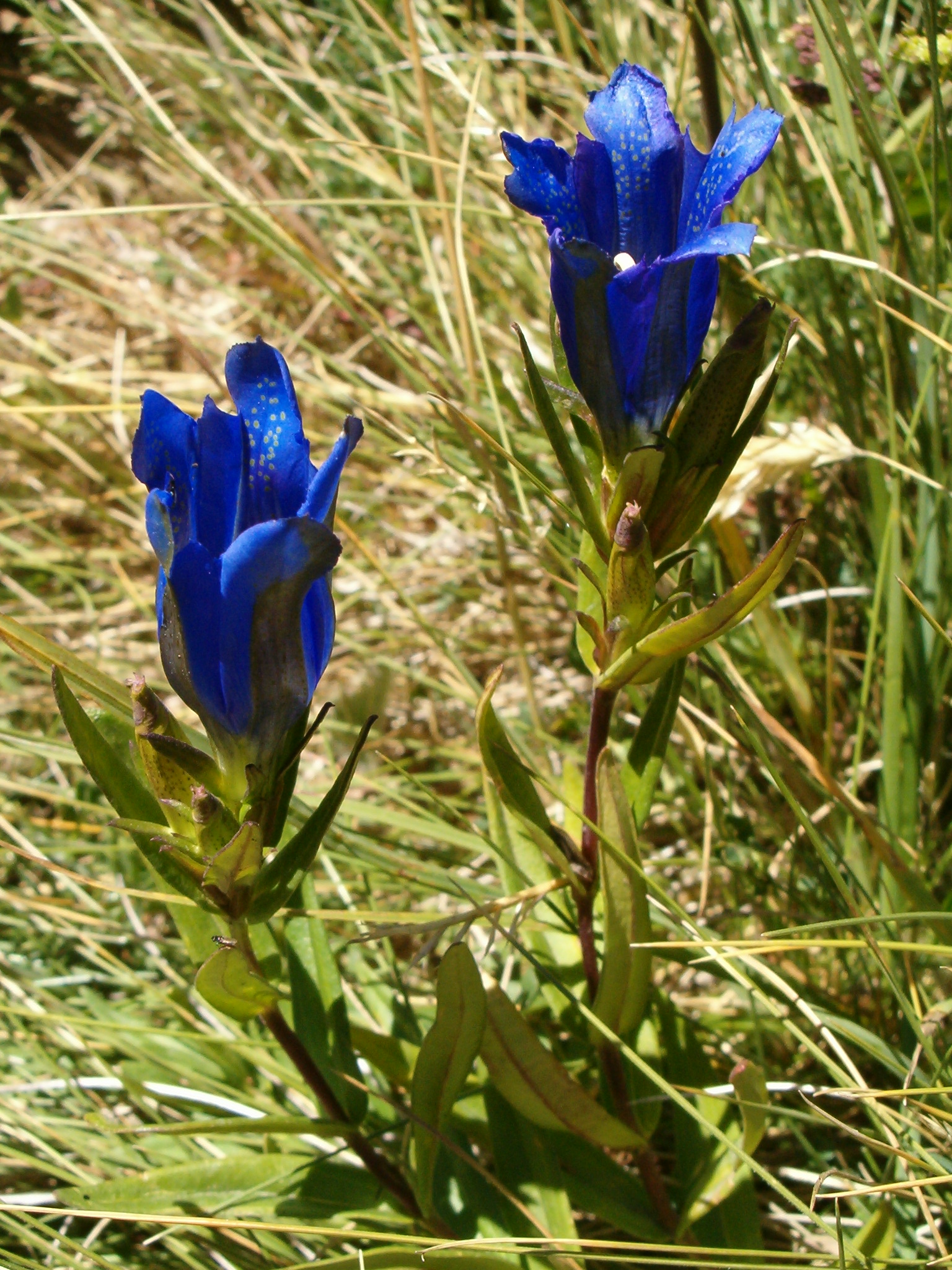
Kwiaty goryczki wąskolistnej
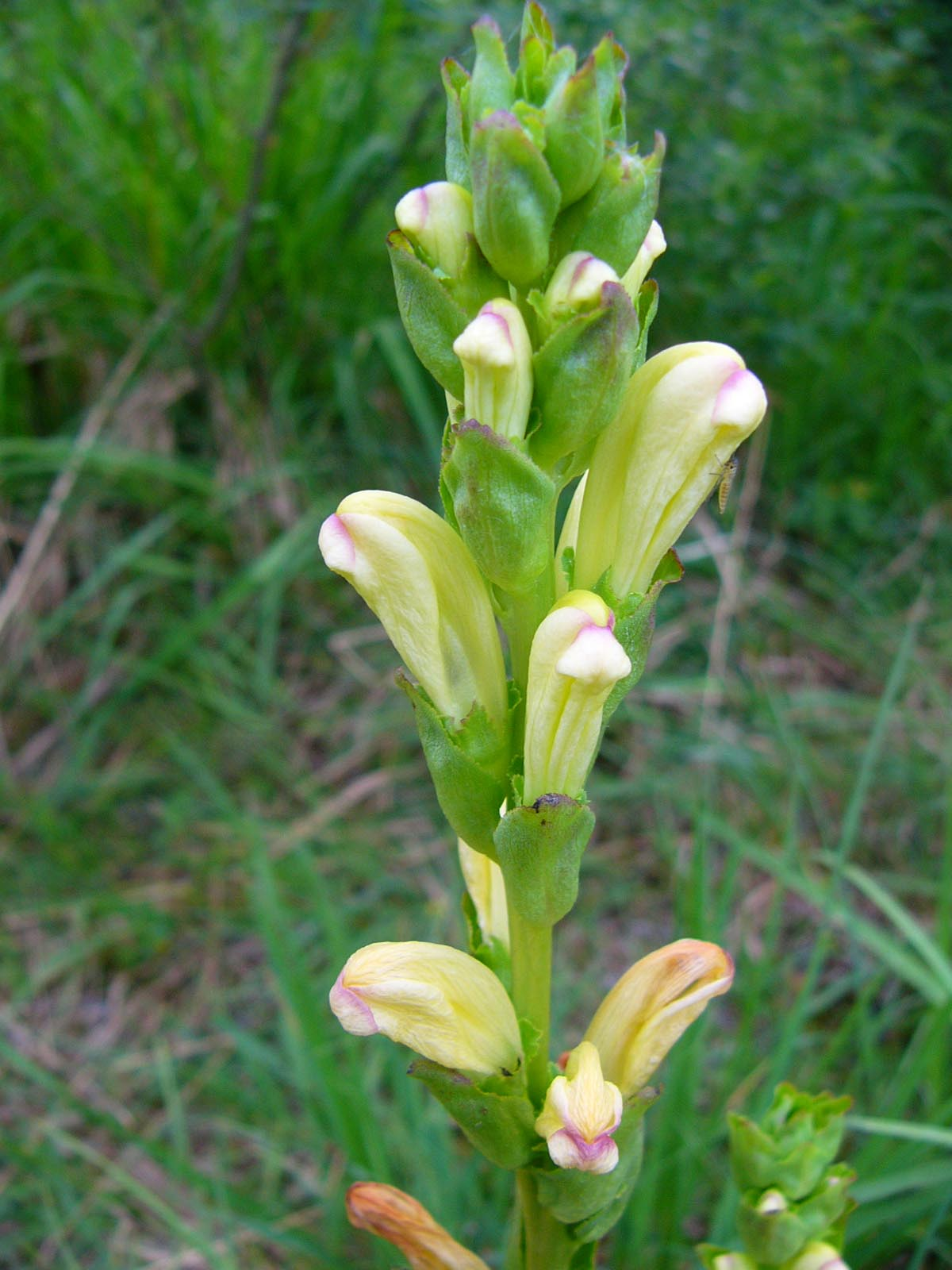
Kwiaty gnidosza królewskiego
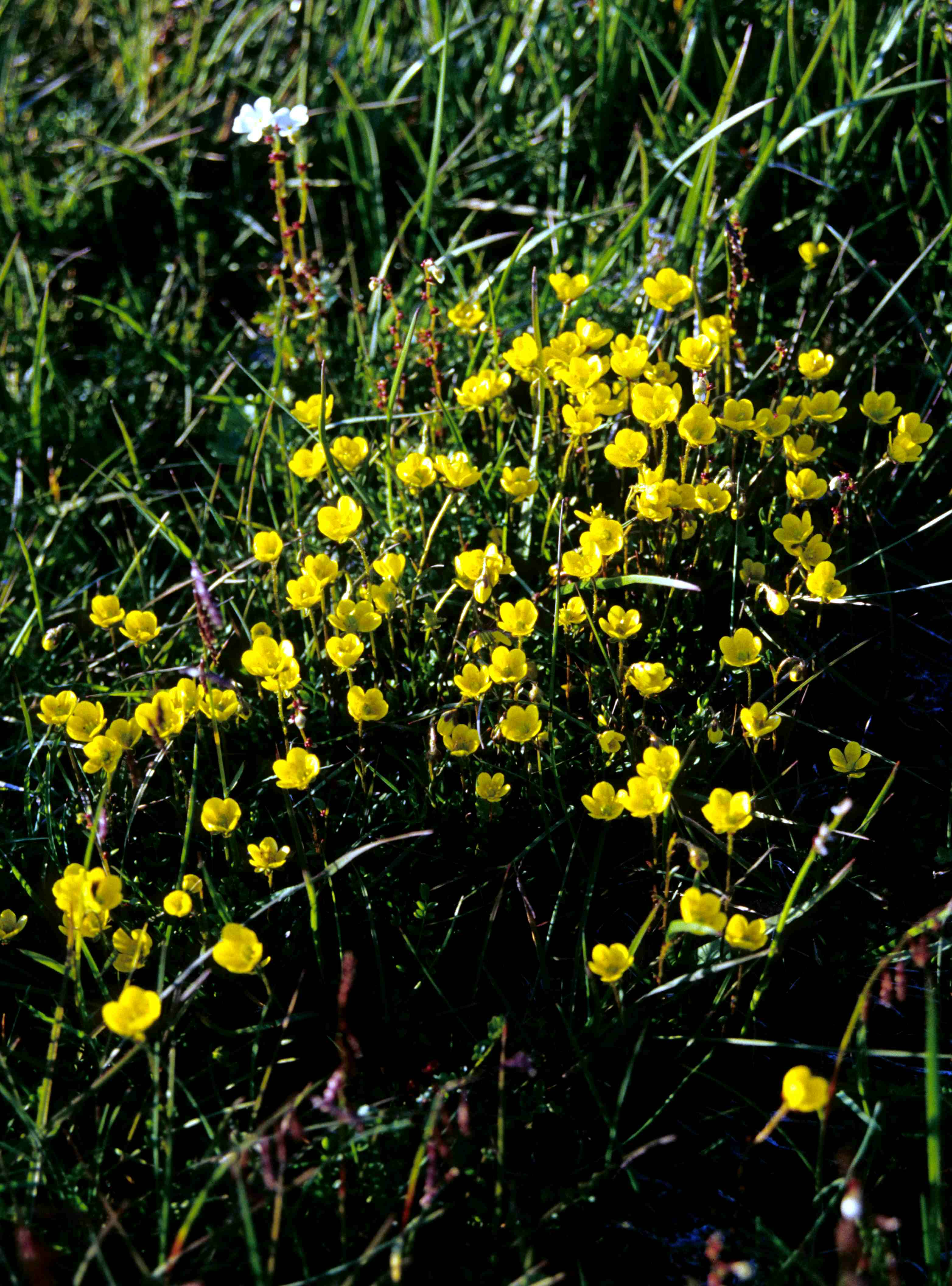
Kwiaty skalnicy torfowiskowej
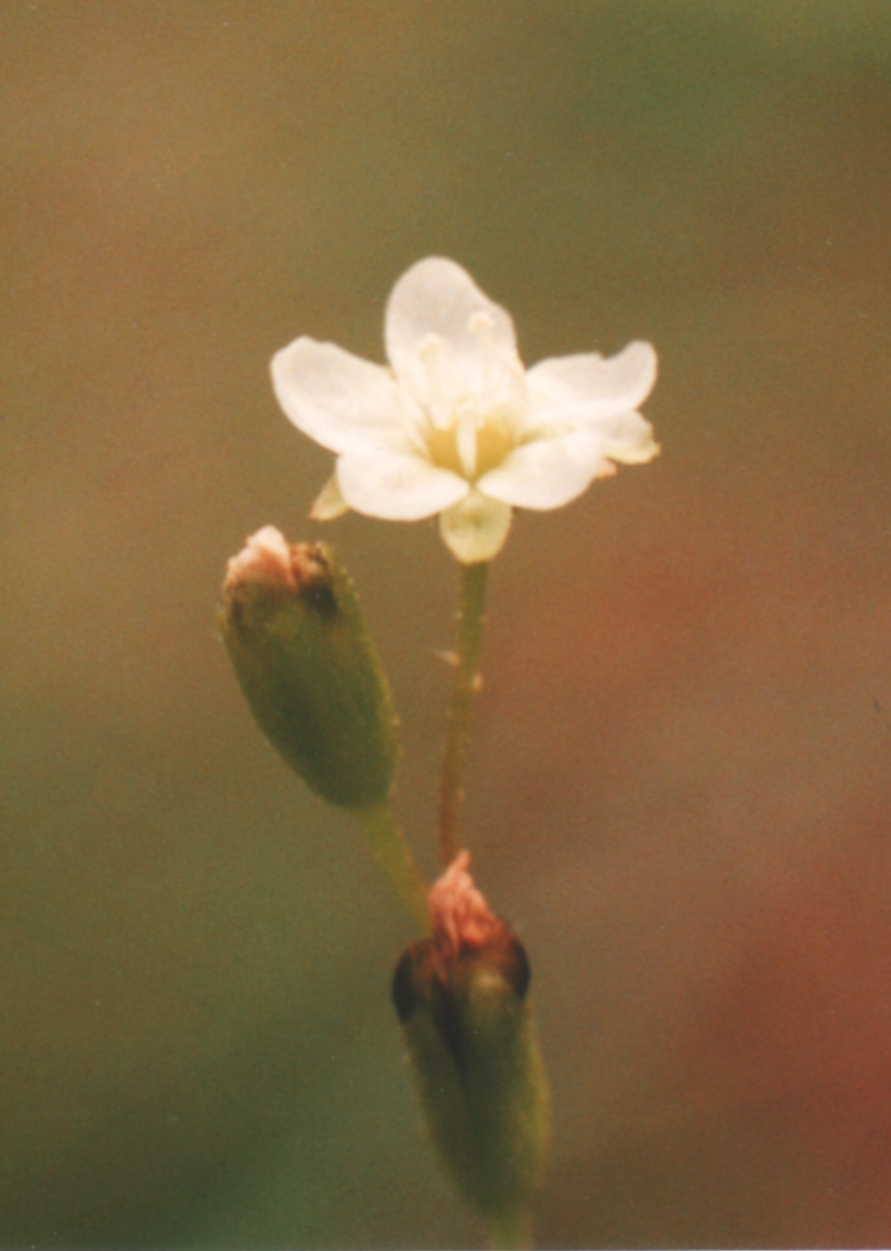
Kwiat rosiczki okrągłolistnej
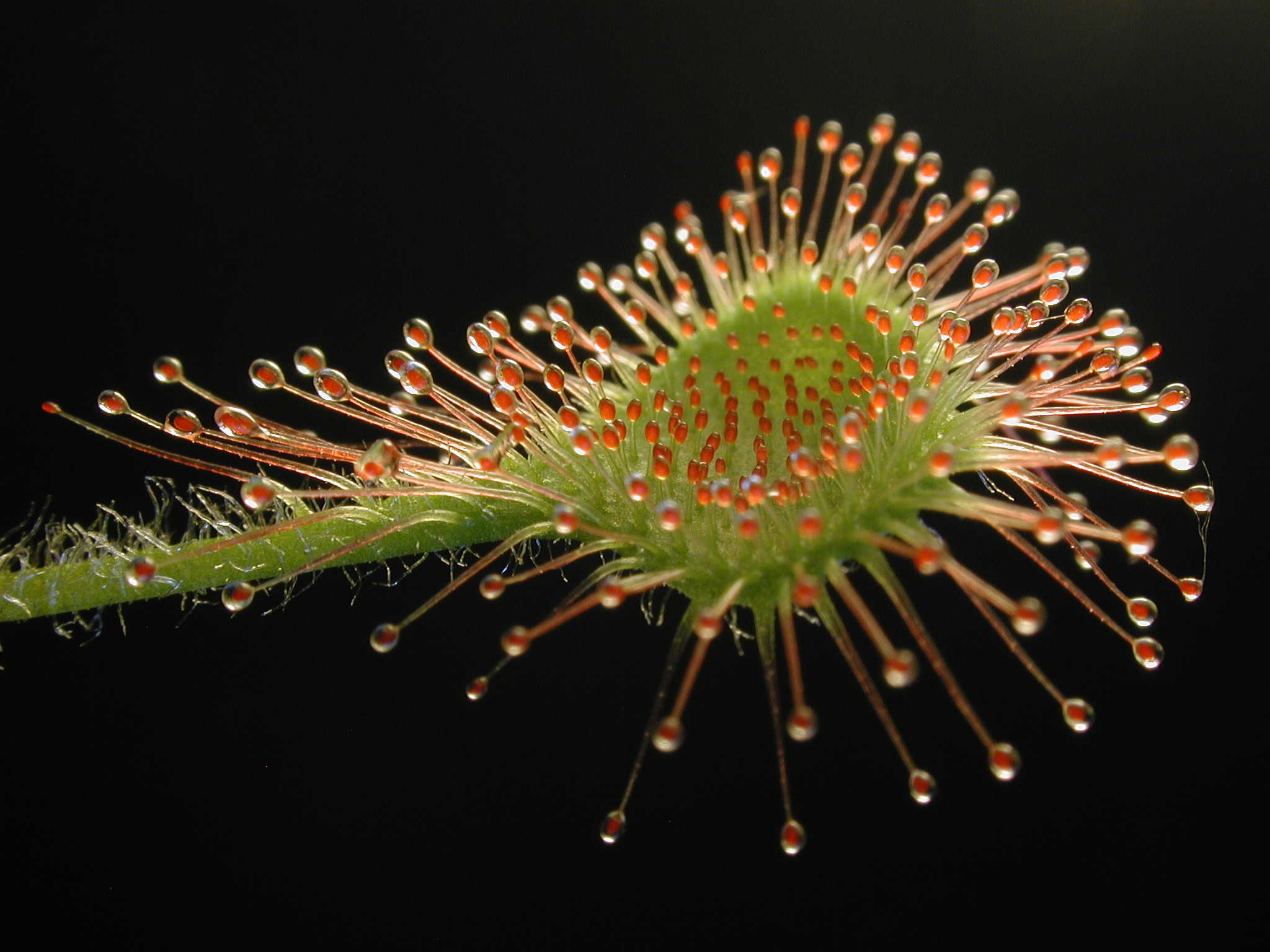
Pułapkowy liść rosiczki